# Mystiornis cyrili
Mystiornis cyrili — вид викопних енанціорнісових птахів родини Avisauridae. Відомий по голотипу, який знайшли поблизу містечка  Шестакове-1 на заході Сибіру (Росія). Датується раннім крейдяним періодом (125 млн років тому). Він був названий і описаний групою дослідників у складі Євген Миколайович Курочкін, Микита В'ячеславович Зеленков, Олександр Авер'янов та Сергій Лещинський у 2011 році